# Dacus clinophlebs
Dacus clinophlebs är en tvåvingeart som beskrevs av Friedrich Georg Hendel 1928. Dacus clinophlebs ingår i släktet Dacus och familjen borrflugor.
Artens utbredningsområde är Tanzania. Inga underarter finns listade i Catalogue of Life.